# Ильинский (Советский район)
Ильинский (мар. Илин почиҥга) — починок в Советском районе Республики Марий Эл. Входит в состав Алексеевского сельского поселения.

## География
Находится в центральной части республики Марий Эл на расстоянии приблизительно 6 км по прямой на запад от районного центра поселка Советский.

## История
Был основан переселенцами из деревни Мананмучаш в начале 1920-х годов. В 1920 году в починке было 30 дворов, проживало 67 человек. К 1940 году в деревне насчитывалось 33 двора с населением 146 человек, в основном по национальности мари. В 1956 году здесь было 22 хозяйства, в 1976 году — 21, в 1980 году — 18 хозяйств. В начале 2004 года здесь было 8 хозяйств с населением 16 человек. В советское время работал колхоз «У вий».

## Население
Население составляло 12 человек (мари 83 %) в 2002 году, 10 в 2010.